# لیبرتی هیل، شهرستان کلیبورن، آلاباما
لیبرتی هیل (به انگلیسی: Liberty Hill) یک منطقهٔ مسکونی در ایالات متحده آمریکا است که در شهرستان کلیبرن، آلاباما واقع شده‌است. لیبرتی هیل ۲۸۸٫۰۴ متر بالاتر از سطح دریا واقع شده‌است.